# 蛇信與舌環
蛇信與舌環（日語：蛇にピアス），為2009年出品日本電影，以日本國內青年次世代刺青，穿環，分舌的現象探討該世代的落寞。導演為曾導演過《青之炎》的蜷川幸雄。

## 主要演員
- 吉高由里子
- 高良健吾
- 井浦新
- 小栗旬（客串）
- 唐澤壽明（客串）
- 藤原龍也（客串）

## 外部連結
- 官方網站（页面存档备份，存于）
- 互联网电影数据库（IMDb）上《Hebi ni piasu》的资料（英文）
- 爛番茄上《Hebi ni piasu》的資料（英文）